# Punta d'Harlé
La Punta d'Harlé es una montaña de los Pirineos con una altitud 2893 metros, está situado en el límite de las comarcas de la Alta Ribagorza y el Valle de Arán, las dos en la provincia de Lérida.

## Descripción
La Punta d'Harlé está situado en la Sierra del Tumeneia, sierra en el límite de los municipios del Alto Arán (Valle de Arán) y Valle de Bohí (Alta Ribagorza), en esta sierra se encuentran los picos de la Pa de Sucre (2863 m), Tumeneia (2783 m) y el Tuc de Monges (2707 m).
En la vertiente norte del pico se encuentra el Lago de Mar situado en el valle del río Valarties, al norte del pico formando parte de la sierra del Tumeneia está el cuello d'Harlé, que lo separa de la montaña del Mussol de Tumeneia (2832 m) y del Pa de Sucre. En la vertiente sur del pico se encuentra el paso dels Isards que separa la Punta d'Harlé del Tossal Esbonllat (2558 m), ya dentro del Parque nacional de Aiguas Tortas y Lago de San Mauricio.